# Pumpkins United Reunion World Tour
Es la decimonovena gira que realiza la banda alemana de power metal y speed metal Helloween. Es la gira del regreso a los escenarios, tras unos meses sin tocar. Comenzó el 19 de octubre de 2017. En esta gira se encuentran realizándola desde el año anterior, ya que habían dejado de tocar por un año, ya que se tomaron un descanso. Iniciaron en México, para luego seguir por Costa Rica, Colombia y Brasil hasta llegar a la Argentina y Chile en noviembre. Después siguieron realizando conciertos hasta finales de 2017, para comenzar al año siguiente la segunda etapa de esta nueva gira, la decimonovena en la carrera de la banda.

## Gira internacional

### 2017
Comienzan una nueva gira el día 19 de octubre en la Disco Escena de Monterrey, y el 21 de octubre tocaron en el Arena Ciudad de México. Dos días después se presentaron en Costa Rica, y el show se desarrolló en BN Arena. El 25 de octubre tocaron en la Gran Carpa de las Américas de Bogotá. Los días 28, 29 y 31 de octubre dieron tres shows en Brasil, y las sedes elegidas fueron el Espaço das Américas y Pepsi On Stage. El 2 de noviembre y después de 4 años, la banda regresó a la Argentina para tocar en el estadio Luna Park, siendo este su show número 12 en ese país. El 3 y 5 de noviembre tocaron en Chile , en el teatro Caupolicán.. El 10 de noviembre, luego del tour latinoamericano, la banda regresó a Suiza para dar un recital en Samsung Hall. El 11 de noviembre regresaron a Alemania para dar un show en el Porsche-Arena, y al día siguiente tocaron en Zenith. El 14 de noviembre tocaron en la O2 Academy de Londres, y el 15 de noviembre tocaron en Francia, y el recital se desarrolló en Le Zénith. Tres días después se fueron a Italia para tocar en el Forum d'Assago. El 20 de noviembre, a 24 años del segundo concierto de Los Redondos en el estadio de Huracán, la banda toca en Poppodium 013. 4 días después, la banda regresa a Alemania para tocar en RuhrCongress, y luego vuelven a la República Checa, dando así un show en Tipsport Arena. Al día siguiente tocaron en Aegon Arena de Eslovaquia. El 28 de noviembre, la banda toca en Hala Koło de Varsovia. Dos días después hicieron de la partida en Jäähalli. El 2 de diciembre, la banda toca en Suecia, y el show se desarrolló en el Partille Arena. El 4 de diciembre, a 13 años del show de La Renga en el estadio de Huracán, la banda toca en Tempodrom, y el 9 de diciembre regresaron a España para tocar en el WiZink Center. El 14 de diciembre tocaron en el Arena Armeec de Bulgaria. El 15 de diciembre, la banda despide el año tocando en Romexpo de Bucarest, Rumania, y así termina la primera parte de la gira.

### 2018
Comienzan un nuevo año tocando en Japón con 7 shows entre el 16 y 27 de marzo, y el 7 de abril vuelven a Rusia después de tres años. El concierto se desarrolló en el Stadium Live. Dos días después tocaron en el Palats Sportu de Kiev. 19 días después tocaron en Malasia por primera vez en su historia, en el marco del SoundValley Festival 2018, con fecha del 28 de abril. El 7 de junio, la banda vuelve a Suecia para participar del Sweden Rock Festival 2018. El 9 de junio, la banda volvió a Finlandia para ser parte del South Park 2018. El 16 de junio regresaron a Italia para tocar en el Firenze Rocks Festival 2018. El 22 de junio regresaron a Noruega, tocando en el Tons of Rock 2018. Al día siguiente tocaron en Refshaleøen para formar parte de la grilla del Copenhell Festival 2018. El 6 de julio hicieron de la partida en el Rock Fest BCN 2018. El 13 de julio, la banda tocó en el Masters Rock Fest 2018, desarrollado en Aréal likérky R. Jelínek. El 25 de julio regresaron a Hungría para tocar en Új Varálja Sor, y dos días después hacen un show en Väinölänniemi. El 4 de agosto volvieron a Alemania para participar del Wacken Open Air 2018. 6 días después volvieron a Eslovaquia para integrar el Rock pod Kameňom 2018. El 12 de agosto, la banda regresó a Bélgica, participando del Alcatraz Metal Festival 2018. El 17 de agosto, la banda regresa a Suecia para dar un concierto en Hedlundadungen. Entre el 7 y 16 de septiembre dieron 7 shows en Canadá y los Estados Unidos. El 26 de octubre volvieron a Colombia para formar parte del Knotfest Colombia 2018, aquel que se desarrolló en el Hipódromo de los Andes, y el 28 de octubre hicieron lo propio en el Pabellón CIFCO, de regreso a El Salvador. El 31 de octubre volvieron otra vez a Chile para tocar en el Movistar Arena nuevamente. Los días 2 y 4 de noviembre dieron dos shows en México, y tuvieron lugar en el Arena Ciudad de México y en el Foro Alterno. El 8 de noviembre, la banda regresa a la Argentina para dar un nuevo concierto en el Luna Park junto a Arch Enemy y Kreator. El 6 de diciembre, la banda regresó a Portugal para tocar en la Sala Tejo. El 8 de diciembre regresaron otra vez a España para tocar en el Pavillón de Multiusos Fontes do Sar. El 14 de diciembre, la banda regresa a Alemania para tocar en Oberschwabenhalle. El 15 de diciembre tocaron en Schwarzwaldhalle, en coincidencia con el show de Ciro y los Persas en el estadio de River. El 18 de diciembre volvieron a Suecia para tocar en Arenan Fryshuset. El 21 de diciembre volvieron a Alemania otra vez para tocar en Brose Arena. Al día siguiente hicieron lo suyo en el Alsterdorfer Sporthalle, despidiendo así el año. De esta manera se termina la gira.

## Conciertos
- 19/10/2017 - Disco Escena, Monterrey
- 21/10/2017 - Arena Ciudad de México, México DF
- 23/10/2017 - BN Arena, Hatillo
- 25/10/2017 - Gran Carpa de las Américas, Bogotá
- 28/10/2017 - Espaço das Américas, São Paulo
- 29/10/2017 - Espaço das Américas, São Paulo
- 31/10/2017 - Pepsi On Stage, Porto Alegre
- 02/11/2017 - Estadio Luna Park, Buenos Aires
- 03/11/2017 - Teatro Caupolicán, Santiago
- 05/11/2017 - Teatro Caupolicán, Santiago
- 10/11/2017 - Samsung Hall, Dübendorf
- 11/11/2017 - Porsche-Arena, Stuttgart
- 12/11/2017 - Zenith, Múnich
- 14/11/2017 - O2 Academy Brixton, Londres
- 15/11/2017 - Le Zénith, París
- 18/11/2017 - Forum d'Assago, Assago
- 20/11/2017 - Poppodium 013, Tilburg
- 24/11/2017 - RuhrCongress, Bochum
- 25/11/2017 - Tipsport Arena, Praga
- 26/11/2017 - Aegon Arena, Bratislava
- 28/11/2017 - Hala Koło, Varsovia
- 30/11/2017 - Jäähalli, Helsinki
- 02/12/2017 - Partille Arena, Partille
- 04/12/2017 - Tempodrom, Berlín
- 09/12/2017 - WiZink Center, Madrid
- 14/12/2017 - Arena Armeec, Sofía
- 15/12/2017 - Romexpo, Bucarest
- 16/03/2018 - Ex Theater Roppongi, Tokio
- 18/03/2018 - Zepp Saporo, Saporo
- 21/03/2018 - Zepp Osaka Bayside, Osaka
- 23/03/2018 - Zepp Tokyo, Tokio
- 24/03/2018 - Zepp Tokyo, Tokio
- 25/03/2018 - Zepp Nagoya, Nagoya
- 27/03/2018 - Zepp DiverCity Tokyo, Tokio
- 07/04/2018 - Stadium Live, Moscú
- 09/04/2018 - Palats Sportu, Kiev
- 28/04/2018 - Mega Star Arena, Kuala Lumpur
- 07/06/2018 - Norje Habsvad, Norje
- 09/06/2018 - Eteläpuisto, Tampere
- 16/06/2018 - Visarno Arena Firenze, Florencia
- 22/06/2018 - Fredriksten Festning, Halden
- 23/06/2018 - Refshaleøen, Copenhague
- 06/07/2018 - Parc de Can Zam, Santa Coloma de Gramenet
- 13/07/2018 - Aréal likérky R. Jelínek, Vizovice
- 25/07/2018 - Úl Varálja Sor, Székesfehérvar
- 27/07/2018 - Väinölänniemi, Kuopio
- 04/08/2018 - Hauptstrasse, Wacken
- 10/08/2018 - Sninské Rybníky, Snina
- 12/08/2018 - Sport Campus Lange Munte, Kortrijk
- 17/08/2018 - Hedlundadungen, Umeå
- 07/09/2018 - House of Blues, Las Vegas
- 08/09/2018 - Hollywood Palladium, Hollywood
- 10/09/2018 - Concord Music Hall, Chicago
- 12/09/2018 - MTLEUS, Montreal
- 14/09/2018 - The Palladium, Worcester
- 15/09/2018 - Irving Plaza, Nueva York
- 16/09/2018 - Irving Plaza, Nueva York
- 26/10/2018 - Hipódromo de los Andes, Bogotá
- 28/10/2018 - Pabellón CIFCO, El Salvador
- 31/10/2018 - Movistar Arena, Santiago
- 02/11/2018 - Arena Ciudad de México, México DF
- 04/11/2018 - Foro Alterno, Zapopan
- 08/11/2018 - Estadio Luna Park, Buenos Aires
- 06/12/2018 - Sala Tejo, Lisboa
- 08/12/2018 - Pavillón Multiusos Fontes do Sar, Santiago de Compostela
- 14/12/2018 - Oberschwabenhalle, Ravensburgo
- 15/12/2018 - Schwarzwaldhalle, Karlsruhe
- 18/12/2018 - Arenan Fryshuset, Estocolmo
- 21/12/2018 - Brose Arena, Bramberg
- 22/12/2018 - Alsterdorfer Sporthalle, Hamburgo

## Formación durante la gira
- Andi Deris - Voz
- Michael Kiske - Voz
- Michael Weikath - Guitarra
- Kai Hansen - Guitarra y voz
- Markus Grosskopf - Bajo
- Sascha Gerstner - Guitarra
- Dani Löble - Batería